# Porotrichum globiglossum
Porotrichum globiglossum là một loài rêu trong họ Neckeraceae. Loài này được Müll. Hal. mô tả khoa học đầu tiên năm 1900.